# Женска фудбалска репрезентација Исланда
Женска фудбалска репрезентација Исланда (исл. Íslenska kvennalandsliðið í knattspyrnu) је национални фудбалски тим који представља Исланд на међународним такмичењима и под контролом је Фудбалског савеза Исланда (исл. Knattspyrnusamband Íslands), владајућег тела за фудбал на Исланду.
По ранг листи ФИФА налазе се међу 17. најбољих женских репрезентација на свету од децембра 2019. године. Дана 30. октобра 2008. репрезентација се квалификовала за УЕФА женско првенство 2009, први велики фудбалски турнир на којем је Исланд икада учествовао, а претходно такмичио се на УЕФА женском првенству 1995. које је било домаће и гостујуће нокаут такмичење. На УЕФА женском првенству 2013. освојиле су свој први бод на великом првенству, након ремија против Норвешке у првој утакмици.
Током квалификација за Европско првенство за жене 2009. Тора Томасдотир и Храфнхилдур Гунарсдотир су пратиле тим и снимиле документарни филм Стелпурнар окар (у преводу: Наше девојке) који је премијерно приказан 14. августа 2009. године.

## Историја
Женска фудбалска репрезентација Исланда одиграла је прву утакмицу 20. септембра 1981. против Шкотске. Бриндис Ејнарсдотир постигла је први гол за Исланда у историји и у поразу од 2 : 3, док је Аста Б. Гунлаугсдотир постигла други гол у историји Исландске репрезентације.

## Достигнућа
Ажурирано 8. март 2021
Подебљана имена активних играчица
| # | Име                       | Период    | Утакмица |
| - | ------------------------- | --------- | -------- |
| 1 | Сара Бјерк Гунарсдотир    | 2007–     | 143      |
| 2 | Кетрин Јонсдотир          | 1994–2013 | 133      |
| 3 | Халбера Гисладотир        | 2008–2022 | 131      |
| 4 | Маргарет Лара Видарсдотир | 2003–2019 | 124      |
| 5 | Дора Марија Ларусдотир    | 2003–2017 | 114      |
| 6 | Холмфридур Магнусдотир    | 2003–2020 | 113      |
| 7 | Фандис Фридриксдотир      | 2009–     | 109      |
| 8 | Тора Бјерг Хелгадотир     | 1998–2014 | 108      |
| 9 | Глодис Перла Вигосдотир   | 2012–     | 105      |
| 9 | Дагни Бринјарсдотир       | 2010–     | 105      |

| #  | Име                       | Период    | Голова | Утакмица | Просек |
| -- | ------------------------- | --------- | ------ | -------- | ------ |
| 1  | Маргарет Лара Видарсдотир | 2003–2019 | 79     | 124      | 0.64   |
| 2  | Холмффридур Магнусдотир   | 2003–2020 | 37     | 113      | 0.33   |
| 3  | Дагни Бринјарсдотир       | 2010–     | 35     | 105      | 0.34   |
| 4  | Астилдур Хелгадотир       | 1993–2007 | 23     | 69       | 0.33   |
| 5  | Сара Бјерк Гунарсдотир    | 2007–     | 22     | 143      | 0.16   |
| 6  | Катрин Јонсдотир          | 1994–2013 | 21     | 133      | 0.16   |
| 7  | херпа Торстајнсдотир      | 2006–2018 | 19     | 67       | 0.28   |
| 8  | Дора Марија Ларусдотир    | 2003–2017 | 18     | 114      | 0.16   |
| 9  | Фандис Фридриксдотир      | 2009–     | 17     | 109      | 0.16   |
| 10 | Елин Мета Јенсен          | 2012–     | 16     | 60       | 0.27   |

## Такмичарски рекорд

### Светско првенство за жене
| Светско првенство у фудбалу за жене − резултати | Светско првенство у фудбалу за жене − резултати | Светско првенство у фудбалу за жене − резултати | Светско првенство у фудбалу за жене − резултати | Светско првенство у фудбалу за жене − резултати | Светско првенство у фудбалу за жене − резултати | Светско првенство у фудбалу за жене − резултати | Светско првенство у фудбалу за жене − резултати | Светско првенство у фудбалу за жене − резултати |           | Квалификациони резултати | Квалификациони резултати | Квалификациони резултати | Квалификациони резултати | Квалификациони резултати | Квалификациони резултати | Квалификациони резултати |
| Година                                          | Резултат                                        | Ута                                             | Поб                                             | Нер*                                            | Изг                                             | ГД                                              | ГП                                              | ГР                                              | Ута       | Поб                      | Нер*                     | Изг                      | ГД                       | ГП                       | ГР                       |                          |
| 1991                                            | Нису учествовале                                | Нису учествовале                                | Нису учествовале                                | Нису учествовале                                | Нису учествовале                                | Нису учествовале                                | Нису учествовале                                | Нису учествовале                                | УЕФА 1991 | УЕФА 1991                | УЕФА 1991                | УЕФА 1991                | УЕФА 1991                | УЕФА 1991                | УЕФА 1991                |                          |
| 1995                                            | Нису се квалификовале                           | Нису се квалификовале                           | Нису се квалификовале                           | Нису се квалификовале                           | Нису се квалификовале                           | Нису се квалификовале                           | Нису се квалификовале                           | Нису се квалификовале                           | УЕФА 1995 | УЕФА 1995                | УЕФА 1995                | УЕФА 1995                | УЕФА 1995                | УЕФА 1995                | УЕФА 1995                |                          |
| 1999                                            | Нису се квалификовале                           | Нису се квалификовале                           | Нису се квалификовале                           | Нису се квалификовале                           | Нису се квалификовале                           | Нису се квалификовале                           | Нису се квалификовале                           | Нису се квалификовале                           | 6         | 1                        | 2                        | 3                        | 5                        | 9                        | −4                       |                          |
| 2003                                            | Нису се квалификовале                           | Нису се квалификовале                           | Нису се квалификовале                           | Нису се квалификовале                           | Нису се квалификовале                           | Нису се квалификовале                           | Нису се квалификовале                           | Нису се квалификовале                           | 8         | 2                        | 4                        | 2                        | 10                       | 12                       | −2                       |                          |
| 2007                                            | Нису се квалификовале                           | Нису се квалификовале                           | Нису се квалификовале                           | Нису се квалификовале                           | Нису се квалификовале                           | Нису се квалификовале                           | Нису се квалификовале                           | Нису се квалификовале                           | 10        | 4                        | 2                        | 4                        | 20                       | 15                       | +5                       |                          |
| 2011                                            | Нису се квалификовале                           | Нису се квалификовале                           | Нису се квалификовале                           | Нису се квалификовале                           | Нису се квалификовале                           | Нису се квалификовале                           | Нису се квалификовале                           | Нису се квалификовале                           | 10        | 8                        | 0                        | 2                        | 33                       | 3                        | +30                      |                          |
| 2015                                            | Нису се квалификовале                           | Нису се квалификовале                           | Нису се квалификовале                           | Нису се квалификовале                           | Нису се квалификовале                           | Нису се квалификовале                           | Нису се квалификовале                           | Нису се квалификовале                           | 10        | 6                        | 1                        | 3                        | 29                       | 9                        | +20                      |                          |
| 2019                                            | Нису се квалификовале                           | Нису се квалификовале                           | Нису се квалификовале                           | Нису се квалификовале                           | Нису се квалификовале                           | Нису се квалификовале                           | Нису се квалификовале                           | Нису се квалификовале                           | 8         | 5                        | 2                        | 1                        | 22                       | 6                        | +16                      |                          |
| 2023                                            | У току                                          | У току                                          | У току                                          | У току                                          | У току                                          | У току                                          | У току                                          | У току                                          | У току    | У току                   | У току                   | У току                   | У току                   | У току                   | У току                   |                          |
| Укупно                                          | —                                               | –                                               | –                                               | –                                               | –                                               | –                                               | –                                               | –                                               | 52        | 26                       | 11                       | 15                       | 119                      | 54                       | +65                      |                          |

*Жребови укључују утакмице где је одлука пала извођењем једанаестераца.

### Европско првенство у фудбалу за жене
| Европско првенство у фудбалу за жене − резултати | Европско првенство у фудбалу за жене − резултати | Европско првенство у фудбалу за жене − резултати | Европско првенство у фудбалу за жене − резултати | Европско првенство у фудбалу за жене − резултати | Европско првенство у фудбалу за жене − резултати | Европско првенство у фудбалу за жене − резултати | Европско првенство у фудбалу за жене − резултати | Европско првенство у фудбалу за жене − резултати |               | Квалификациони резултати | Квалификациони резултати | Квалификациони резултати | Квалификациони резултати | Квалификациони резултати | Квалификациони резултати | Квалификациони резултати |
| Година                                           | Коло                                             | Ута                                              | Поб                                              | Нер*                                             | Изг                                              | ГД                                               | ГП                                               | ГР                                               | Ута           | Поб                      | Нер*                     | Изг                      | ГД                       | ГП                       | ГР                       |                          |
| 1984                                             | Нису се квслификовале                            | Нису се квслификовале                            | Нису се квслификовале                            | Нису се квслификовале                            | Нису се квслификовале                            | Нису се квслификовале                            | Нису се квслификовале                            | Нису се квслификовале                            | 6             | 0                        | 1                        | 5                        | 2                        | 19                       | −17                      |                          |
| 1987                                             | Нису учествовале                                 | Нису учествовале                                 | Нису учествовале                                 | Нису учествовале                                 | Нису учествовале                                 | Нису учествовале                                 | Нису учествовале                                 | Нису учествовале                                 | Did not enter | Did not enter            | Did not enter            | Did not enter            | Did not enter            | Did not enter            | Did not enter            |                          |
| 1989                                             | Нису учествовале                                 | Нису учествовале                                 | Нису учествовале                                 | Нису учествовале                                 | Нису учествовале                                 | Нису учествовале                                 | Нису учествовале                                 | Нису учествовале                                 | Did not enter | Did not enter            | Did not enter            | Did not enter            | Did not enter            | Did not enter            | Did not enter            |                          |
| 1991                                             | Нису учествовале                                 | Нису учествовале                                 | Нису учествовале                                 | Нису учествовале                                 | Нису учествовале                                 | Нису учествовале                                 | Нису учествовале                                 | Нису учествовале                                 | Did not enter | Did not enter            | Did not enter            | Did not enter            | Did not enter            | Did not enter            | Did not enter            |                          |
| 1993                                             | Нису се квслификовале                            | Нису се квслификовале                            | Нису се квслификовале                            | Нису се квслификовале                            | Нису се квслификовале                            | Нису се квслификовале                            | Нису се квслификовале                            | Нису се квслификовале                            | 4             | 1                        | 1                        | 2                        | 3                        | 7                        | −4                       |                          |
| 1995                                             | Нису се квслификовале                            | Нису се квслификовале                            | Нису се квслификовале                            | Нису се квслификовале                            | Нису се квслификовале                            | Нису се квслификовале                            | Нису се квслификовале                            | Нису се квслификовале                            | 6             | 4                        | 0                        | 2                        | 14                       | 6                        | +8                       |                          |
| 1997                                             | Нису се квслификовале                            | Нису се квслификовале                            | Нису се квслификовале                            | Нису се квслификовале                            | Нису се квслификовале                            | Нису се квслификовале                            | Нису се квслификовале                            | Нису се квслификовале                            | 8             | 2                        | 1                        | 5                        | 8                        | 21                       | −13                      |                          |
| 2001                                             | Нису се квслификовале                            | Нису се квслификовале                            | Нису се квслификовале                            | Нису се квслификовале                            | Нису се квслификовале                            | Нису се квслификовале                            | Нису се квслификовале                            | Нису се квслификовале                            | 8             | 1                        | 3                        | 4                        | 14                       | 19                       | −5                       |                          |
| 2005                                             | Нису се квслификовале                            | Нису се квслификовале                            | Нису се квслификовале                            | Нису се квслификовале                            | Нису се квслификовале                            | Нису се квслификовале                            | Нису се квслификовале                            | Нису се квслификовале                            | 10            | 4                        | 1                        | 5                        | 26                       | 20                       | +6                       |                          |
| 2009                                             | Групна фаза                                      | 3                                                | 0                                                | 0                                                | 3                                                | 1                                                | 5                                                | −4                                               | 10            | 7                        | 1                        | 2                        | 31                       | 5                        | +26                      |                          |
| 2013                                             | Четвртфинале                                     | 4                                                | 1                                                | 1                                                | 2                                                | 2                                                | 8                                                | −6                                               | 12            | 9                        | 1                        | 2                        | 34                       | 8                        | +26                      |                          |
| 2017                                             | Групна фаза                                      | 3                                                | 0                                                | 0                                                | 3                                                | 1                                                | 6                                                | −5                                               | 8             | 7                        | 0                        | 1                        | 34                       | 2                        | +32                      |                          |
| 2022                                             | Групна фаза                                      | 3                                                | 0                                                | 3                                                | 0                                                | 3                                                | 3                                                | 0                                                | 8             | 6                        | 1                        | 1                        | 25                       | 5                        | +20                      |                          |
| Total                                            | 4/13                                             | 13                                               | 1                                                | 4                                                | 8                                                | 7                                                | 22                                               | –15                                              | 80            | 41                       | 10                       | 29                       | 191                      | 112                      | +79                      |                          |

*Жребови укључују утакмице где је одлука пала извођењем једанаестераца.

#### Куп Алгарве у фудбалу за жене
Куп Алгарвеа је фудбалски турнир по позиву за женске репрезентације, чији је домаћин Фудбалски савез Португалије (ФПФ). Куп се држава сваке године у региону Алгарве у Португалији и то од 1994. године, један је од најпрестижнијих и најдуговјечнијих међународних фудбалских догађаја за жене и добио је надимак „Мини ФИФА Светско првенство за жене“.
| Куп Алгарве − резултати | Куп Алгарве − резултати | Куп Алгарве − резултати | Куп Алгарве − резултати | Куп Алгарве − резултати | Куп Алгарве − резултати | Куп Алгарве − резултати | Куп Алгарве − резултати |
| Година                  | Резултат                | Утакмица                | Победа                  | Нерешено                | Изгубљене               | ГД                      | ГП                      |
| ----------------------- | ----------------------- | ----------------------- | ----------------------- | ----------------------- | ----------------------- | ----------------------- | ----------------------- |
| 1994                    | Нису учествовале        | Нису учествовале        | Нису учествовале        | Нису учествовале        | Нису учествовале        | Нису учествовале        | Нису учествовале        |
| 1995                    | Нису учествовале        | Нису учествовале        | Нису учествовале        | Нису учествовале        | Нису учествовале        | Нису учествовале        | Нису учествовале        |
| 1996                    | 6. место                | 4                       | 1                       | 1                       | 2                       | 4                       | 6                       |
| 1997                    | 7. место                | 4                       | 0                       | 1                       | 3                       | 1                       | 12                      |
| 1998                    | Нису учествовале        | Нису учествовале        | Нису учествовале        | Нису учествовале        | Нису учествовале        | Нису учествовале        | Нису учествовале        |
| 1999                    | Нису учествовале        | Нису учествовале        | Нису учествовале        | Нису учествовале        | Нису учествовале        | Нису учествовале        | Нису учествовале        |
| 2000                    | Нису учествовале        | Нису учествовале        | Нису учествовале        | Нису учествовале        | Нису учествовале        | Нису учествовале        | Нису учествовале        |
| 2001                    | Нису учествовале        | Нису учествовале        | Нису учествовале        | Нису учествовале        | Нису учествовале        | Нису учествовале        | Нису учествовале        |
| 2002                    | Нису учествовале        | Нису учествовале        | Нису учествовале        | Нису учествовале        | Нису учествовале        | Нису учествовале        | Нису учествовале        |
| 2003                    | Нису учествовале        | Нису учествовале        | Нису учествовале        | Нису учествовале        | Нису учествовале        | Нису учествовале        | Нису учествовале        |
| 2004                    | Нису учествовале        | Нису учествовале        | Нису учествовале        | Нису учествовале        | Нису учествовале        | Нису учествовале        | Нису учествовале        |
| 2005                    | Нису учествовале        | Нису учествовале        | Нису учествовале        | Нису учествовале        | Нису учествовале        | Нису учествовале        | Нису учествовале        |
| 2006                    | Нису учествовале        | Нису учествовале        | Нису учествовале        | Нису учествовале        | Нису учествовале        | Нису учествовале        | Нису учествовале        |
| 2007                    | 9. место                | 4                       | 2                       | 1                       | 1                       | 11                      | 5                       |
| 2008                    | 7. место                | 4                       | 4                       | 0                       | 0                       | 12                      | 1                       |
| 2009                    | 6. место                | 4                       | 1                       | 0                       | 3                       | 3                       | 5                       |
| 2010                    | 9. место                | 4                       | 1                       | 0                       | 3                       | 6                       | 10                      |
| 2011                    | Другопласиране          | 4                       | 3                       | 0                       | 1                       | 7                       | 6                       |
| 2012                    | 6. место                | 4                       | 1                       | 0                       | 3                       | 3                       | 8                       |
| 2013                    | 9. место                | 4                       | 1                       | 0                       | 3                       | 5                       | 11                      |
| 2014                    | Треће место             | 4                       | 3                       | 0                       | 1                       | 5                       | 7                       |
| 2015                    | 10. место               | 4                       | 0                       | 1                       | 3                       | 0                       | 5                       |
| 2016                    | Треће место             | 4                       | 2                       | 1                       | 1                       | 7                       | 4                       |
| 2017                    | 9. место                | 4                       | 1                       | 2                       | 1                       | 3                       | 4                       |
| 2018                    | 9. место                | 4                       | 0                       | 3                       | 1                       | 2                       | 3                       |
| 2019                    | 9. место                | 3                       | 1                       | 1                       | 1                       | 5                       | 5                       |
| Укупно                  | 15/26                   | 59                      | 21                      | 11                      | 27                      | 74                      | 92                      |